# 성산면 (군산시)
성산면(聖山面)은 대한민국의 전북특별자치도 군산시에 설치된 면이다.

## 개요
성산면은 동북으로 고즈넉한 고봉산과 이어져 있고, 서남으로 평원을 이루는 농·축·산, 원예 복합 영농 지역으로, 시내 근교에 위치하고 있어 농공 기능 개발의 잠재력이 풍부한 곳이다. 이 지역의 명장인 최호 장군의 사당과 발산리 석등, 5층 석탑 등의 보물과 전라북도 문화재 자료를 보유하고 있는 역사와 전통이 살아 숨쉬는 고장이다.

## 행정 구역
| 법정리 | 한자명 | 행정리 | 비고 |
| ------ | ------ | ------ | ---- |
| 고봉리 | 高峰里 |        |      |
| 대명리 | 大明里 |        |      |
| 도암리 | 挑岩里 |        |      |
| 둔덕리 | 屯德里 |        |      |
| 산곡리 | 山谷里 |        |      |
| 성덕리 | 聖德里 |        |      |
| 여방리 | 余方里 |        |      |
| 창오리 | 倉梧里 |        |      |

## 학교
- 성산초등학교
- 창오초등학교
- 군산중앙중학교
- 군산중앙고등학교
- 군장대학교